# الکساندر زیکر
الکساندر زیکر (انگلیسی: Alexander Zickler؛ زادهٔ ۲۸ فوریهٔ ۱۹۷۴) بازیکن فوتبال اهل آلمان است.
از باشگاه‌هایی که در آن بازی کرده‌است می‌توان به باشگاه فوتبال لاسک، باشگاه فوتبال بایرن مونیخ، باشگاه فوتبال ردبول زالتسبورگ، باشگاه فوتبال بایرن مونیخ ۲، و باشگاه فوتبال دینامو درسدن اشاره کرد.
وی همچنین در تیم‌های ملی فوتبال زیر ۲۱ سال آلمان و آلمان بازی کرده‌است.